# Færdselslov
En færdselslov er en lov, der regulerer forhold i trafikken, primært vejtrafikken. Forskellige lande kan have forskellige færdselsregler, men der foregår en del harmonisering.

## Færdselsloven i Danmark
- Se Færdselsloven

| Trafik | Spire Denne trafikartikel er en spire som bør udbygges. Du er velkommen til at hjælpe Wikipedia ved at udvide den. |